# Highland (condado de Lake, Indiana)
Highland es un pueblo ubicado en el condado de Lake en el estado estadounidense de Indiana. En el Censo de 2010 tenía una población de 23727 habitantes y una densidad poblacional de 1.316,43 personas por km².

## Geografía
Highland se encuentra ubicado en las coordenadas 41°32′47″N 87°27′26″O / 41.54639, -87.45722. Según la Oficina del Censo de los Estados Unidos, Highland tiene una superficie total de 18.02 km², de la cual 17.96 km² corresponden a tierra firme y (0.33%) 0.06 km² es agua.

## Demografía
Según el censo de 2010, había 23727 personas residiendo en Highland. La densidad de población era de 1.316,43 hab./km². De los 23727 habitantes, Highland estaba compuesto por el 88.62% blancos, el 4.2% eran afroamericanos, el 0.21% eran amerindios, el 1.6% eran asiáticos, el 0% eran isleños del Pacífico, el 3.37% eran de otras razas y el 2% pertenecían a dos o más razas. Del total de la población el 12.84% eran hispanos o latinos de cualquier raza.